# Hero for the Green Century
Mit dem Titel Hero for the Green Century bedachte das Time-Magazin zum Weltgipfel für nachhaltige Entwicklung in Johannesburg im Jahr 2002 die ihrer Meinung nach fünf wichtigsten Personen, die zur Erhaltung unseres Planeten beitragen und das 21. Jahrhundert zu einem "grünen Jahrhundert" machen können.

## Die Ausgezeichneten
- Vandana Shiva, Indien, als Vorkämpferin gegen die Privatisierung von Saatgut.
- Suzana Padua und Claudio Padua, Brasilien, für ihren Kampf zur Erhaltung des tropischen Regenwaldes.
- Hermann Scheer, Deutschland, für sein Wirken für erneuerbare Energien.
- Richard Sandor, USA, für die Gründung der ersten Klimabörse in Chicago.
- Glenn Murcutt, Australien, als Begründer des Bauens von emissionsfreien Gebäuden.